# Miroslav Koníček
Miroslav Koníček (* 18. dubna 1936, Praha) je bývalý český veslař-kormidelník a reprezentant Československa. V roce 1960 získal na LOH 1960 bronzovou medaili v závodě osmiveslic a stejného úspěchu dosáhl podruhé na LOH 1964.